# Hillel
(R. Hillel, Pirkei Avot, I.14.)
Hillel (Babilonia, 60 a.C. circa – Gerusalemme, 7) è stato un rabbino ebreo antico, primo dei tannaim, i Maestri della Mishnah, che visse a Gerusalemme al tempo di Erode il Grande.
Noto come Hillel il Vecchio e da non confondere con l'omonimo Hillel l'amorà, Maestro della Ghemarà, a lui successivo.

## La vita
Appartenente alla stirpe di David da parte di madre, della tribù di Beniamino da parte di padre, lasciò Babilonia per studiare con i maestri ebrei della Terra d'Israele Shemaiah e Avtalyon, entrambi convertiti all'ebraismo. Il Talmud racconta che, quando l'ingresso alle lezioni era a pagamento, non avendo il giovane studente disponibilità di denaro, dovette una volta salire sul tetto dell'edificio dove si tenevano le lezioni, per ascoltare attraverso il camino; il suo impegno nello studio venne apprezzato dai maestri. Divenne in seguito il membro più importante delle accademie, raggiungendo i vertici dell'ebraismo in terra d’Israele, primo dei tannaim, i Maestri della Mishnah. Ebbe numerose dispute con un altro capo religioso, Shammai, per il suo atteggiamento più aperto e meno conservatore, anche nei confronti dei convertiti.
Viene ricordata la sua risposta a un aspirante alla conversione, che desiderava conoscere l'intera Tōrāh: "Ciò che non è buono per te non lo fare al tuo prossimo. Il resto è commento. Vai e studia (la Tōrāh)",
ripreso poi da Gesù Cristo quando dice «"Amerai il prossimo tuo come te stesso". 
Molto prima del rabbino, addirittura lo ha scritto Mosè: Non farai vendetta e non serberai rancore contro i figli del tuo popolo, ma amerai il tuo prossimo come te stesso. Io sono l'Eterno (Levitico 19:18, vers. Nuova Diodati).
Non c'è altro comandamento più importante di questo » (Marco 12, 29-31) e richiamato dall'apostolo Paolo: «Chi ama il suo simile ha adempiuto la legge. Infatti, il precetto: "Non commettere adulterio, non uccidere, non rubare, non desiderare" e qualsiasi altro comandamento, si riassume in queste parole: "Amerai il prossimo tuo come te stesso"» (Romani, 13,8-10). A lui inoltre il Talmud attribuisce il noto detto: "Se io non sono per me, chi è per me? E, se io sono solo per me stesso, cosa sono? E se non ora, quando?".

## L'influenza del suo insegnamento
Dopo la sua morte, i suoi seguaci (il Bet Hillel), tra i quali Jochanan Ben Zakkai, divennero la scuola dominante: anche nelle controversie con i seguaci di Shammai (Bet Shammai), si manteneva sempre un profondo rispetto reciproco. La Halakhah segue l'opinione dei primi.